# Svjetsko prvenstvo u stolnom tenisu – Njemačka 2012.
Svjetsko prvenstvo u stolnom tenisu – Njemačka 2012., 57. izdanje svjetskog stolnom teniskog prvenstva koje se od 25. ožujka do 1. travnja 2012. održava u Njemačkoj. Svjetska stolnoteniska federacija (ITTF) je odlučila u travnju 2009. na Annual General Meetingu. Igra se u gradu Dortmundu. Dortmund je nakon 1959. i 1989. godine po treći puta domaćin svjetskog stolnom teniskog prvenstva.

## Dvorana
Dvorana u kojoj se odigravaju natjecanja:
| Slika          | Grad     | Dvorana        | kapaciteta gledatelja |
| -------------- | -------- | -------------- | --------------------- |
| Westfalenhalle | Dortmund | Westfalenhalle | 12.000                |

## Nagrade
| Konačni poredak ženske | Konačni poredak ženske | Konačni poredak ženske |
| ---------------------- | ---------------------- | ---------------------- |
|                        | Kina                   |                        |
|                        | Singapur               |                        |
|                        | Japan / Južna Korea    |                        |

| Konačni poredak muškarci | Konačni poredak muškarci | Konačni poredak muškarci |
| ------------------------ | ------------------------ | ------------------------ |
|                          | Kina                     |                          |
|                          | Njemačka                 |                          |
|                          | Hong Kong / Južna Korea  |                          |

| Mjesto | Zemlja        | Utakmice | Bodovi |
| ------ | ------------- | -------- | ------ |
| 1      | Japan         | 13:4     | 9      |
| 2      | Bijelo Rusija | 12:5     | 9      |
| 3      | Poljska       | 9:8      | 8      |
| 4      | Rusija        | 7:13     | 7      |
| 5      | Hrvatska      | 9:9      | 7      |
| 6      | Slovačka      | 4:15     | 5      |

| Mjesto | Zemlja      | Utakmice | Bodovi |
| ------ | ----------- | -------- | ------ |
| 1      | Hong Kong   | 14:9     | 9      |
| 2      | Južna Korea | 14:5     | 9      |
| 3      | Austrija    | 11:7     | 8      |
| 4      | Češka       | 10:12    | 7      |
| 5      | Hrvatska    | 4:14     | 6      |
| 6      | Rusija      | 8:14     | 6      |

| Logotip Zajedničkog poslužitelja | Zajednički poslužitelj ima stranicu o temi Svjetsko prvenstvo u stolnom tenisu – Njemačka 2012. |

| Konačni poredak muškarci | Konačni poredak muškarci | Konačni poredak muškarci |
| ------------------------ | ------------------------ | ------------------------ |
|                          | Kina                     |                          |
|                          | Njemačka                 |                          |
|                          | Hong Kong / Južna Korea  |                          |

| Mjesto | Zemlja        | Utakmice | Bodovi |
| ------ | ------------- | -------- | ------ |
| 1      | Japan         | 13:4     | 9      |
| 2      | Bijelo Rusija | 12:5     | 9      |
| 3      | Poljska       | 9:8      | 8      |
| 4      | Rusija        | 7:13     | 7      |
| 5      | Hrvatska      | 9:9      | 7      |
| 6      | Slovačka      | 4:15     | 5      |

| Mjesto | Zemlja      | Utakmice | Bodovi |
| ------ | ----------- | -------- | ------ |
| 1      | Hong Kong   | 14:9     | 9      |
| 2      | Južna Korea | 14:5     | 9      |
| 3      | Austrija    | 11:7     | 8      |
| 4      | Češka       | 10:12    | 7      |
| 5      | Hrvatska    | 4:14     | 6      |
| 6      | Rusija      | 8:14     | 6      |

| Logotip Zajedničkog poslužitelja | Zajednički poslužitelj ima stranicu o temi Svjetsko prvenstvo u stolnom tenisu – Njemačka 2012. |